# Władimir Faworski
Władimir Andriejewicz Faworski (ros. Влади́мир Андре́евич Фаво́рский; ur. 2 marca?/14 marca 1886 w Moskwie, zm. 29 grudnia 1964 tamże) – rosyjski pedagog, grafik, malarz, scenograf, rzeźbiarz, przedstawiciel rosyjskiej szkoły drzeworytu, wykładowca Wchutiemasu. Zajmował się głównie grafiką książkową.

## Życiorys
Pochodził z rodziny prawosławnych duchownych. Po krótkim pobycie w seminarium duchownym odbył studia prawnicze na uniwersytetach w Kazaniu i Moskwie. W młodości kontaktował się z organizacjami rewolucyjnymi, wskutek czego przez 20 lat (do roku 1895) znajdował się pod nadzorem policji. W roku 1907 został posłem do III Dumy z guberni niżniegorodzkiej.
Matka Władimira Faworskiego, Olga Władimirowna Sherwood pochodziła z rodziny architektów i rzeźbiarzy wywodzących się od angielskiego mechanika Bazylego Sherwooda, przybyłego do Rosji w roku 1800.
Faworski studiował w prywatnej szkole Konstantyna Juona, wieczorami uczył się rzeźby w szkole Stroganowa. W roku 1905 rozpoczął studia ekonomiczne na uniwersytecie w Monachium. W latach 1906–1907 studiował na Akademii Sztuk Pięknych w Monachium u Simona Hollósyego. W latach 1907–1913 studiował wiedzę o sztuce na wydziale historyczno-filozoficznym Uniwersytetu Moskiewskiego.
W roku 1909 zajął się sztuką drzeworytu. W następnym roku ukazała się pierwsza książka w jego opracowaniu graficznym. W roku 1913 ukończył studia na Uniwersytecie Moskiewskim. Jego praca dyplomowa była poświęcona Giotto i jego poprzednikom.
W latach 1915–1918 uczestniczył w walkach na froncie rumuńskim. W latach 1918–1919 tworzył drewniane marionetki dla teatru kukiełkowego. W roku 1919 został powtórnie zmobilizowany i uczestniczył w walkach na froncie carycyńskim.
Był autorem szeregu prac z dziedziny teorii sztuki. W latach 1921–1922 był wykładowcą Wchutemasu i Wchutieinu. W roku 1926 został rektorem Wchutemasu.
W roku 1932 zajął się malarstwem monumentalnym – sgrafitti dla Muzeum Macierzyństwa, które nie dotrwały do naszych czasów. W latach 1941–1943 został ewakuowany do Samarkandy, gdzie zajął się linorytem. W roku 1957 stworzył monumentalną mozaikę „Rok 1905” nagrodzoną złotym medalem na wystawie światowej 1958 w Brukseli.
Pochowany na Cmentarzu Nowodziewiczym w Moskwie.